# Richard de Devizes
Richard de Devizes (fl.1191) fue un monje del Orden de San Benito que escribió una crónica del reino de Ricardo I de Inglaterra.
Es probable que su lugar de nacimiento fuera Devizes en Wiltshire debido a su apellido, pero no se conoce nada de su vida personal.